# Danemark aux Jeux olympiques d'été de 1928
Le Danemark participe aux Jeux olympiques d'été de 1928, à Amsterdam, pour la septième fois de son histoire en ce qui concerne les Jeux olympiques d’été. Ce pays est représenté par 91 athlètes, 82 hommes et 9 femmes. Sur les six médailles conquises par les athlètes danois, quatre proviennent du Cyclisme. Toutes leurs médailles d’or proviennent également de ce sport que les Danois dominent nettement, devançant les Pays-Bas au tableau de médailles spécifique.

## Tous les médaillés danois
| Médaille | Discipline | Épreuve                                  | Athlète                                                                       |
| -------- | ---------- | ---------------------------------------- | ----------------------------------------------------------------------------- |
| Or       | Cyclisme   | Course sur route individuelle masculine  | Henry Hansen                                                                  |
| Or       | Cyclisme   | Course par équipes de cyclisme sur route | Henry Hansen, Orla Jørgensen, Leo Nielsen                                     |
| Or       | Cyclisme   | Épreuve du kilomètre                     | Willy Falck Hansen                                                            |
| Argent   | Voile      | 6 mètres                                 | Vilhelm Vett, Nils Otto Møller, Aage Høy-Petersen Peter Schlütter, Sven Linck |
| Bronze   | Cyclisme   | Vitesse individuelle masculine           | Willy Falck Hansen                                                            |
| bronze   | Boxe       | Poids lourds (+79,4 kg)                  | Michael Michaelsen                                                            |

## Sources
- (en) Danemark aux Jeux olympiques d'été de 1928 sur olympedia.org
- (fr) Tous les résultats du Danemark sur le site du C.I.O